# Valget i Tyskland 1881
Valget i Tyskland 1881 blev afholdt den 27. oktober 1881 og var 5. føderale valg i Tyskland efter den tyske rigsgrundlæggelse. Kun 20,1% af den samlede befolkning havde stemmeret. Valgdeltagelsen var 56,3%, hvilket var betydeligt lavere end ved valget i 1878.

## Resultater
| Parti                                                      | Seter i Riksdagen |
| ---------------------------------------------------------- | ----------------- |
| Det katolske centerparti                                   | 100               |
| Liberale (FP - Freisinnige Partei)                         | 60                |
| Konservative (DK - Deutschkonservativen)                   | 50                |
| Nationalliberale (NL - Nationalliberalen)                  | 47                |
| Liberale (LV - Liberale Vereinigung)                       | 46                |
| Konservative nationalister (DRP - Deutsche Reichspartei)   | 28                |
| Den polske liste (P - Polen)                               | 18                |
| Franske og elsassiske regionalister (A - Asatianen)        | 15                |
| SPD                                                        | 12                |
| Deutsch-Hannoversche Partei (DHP - hannoverske loyalister) | 10                |
| Deutsche Volkspartei (DVP - nationalister)                 | 9                 |
| Den danske liste (D - Dänen)                               | 2                 |
| Totalt                                                     | 397               |

| Valg | Spire Denne valgsartikel er en spire som bør udbygges. Du er velkommen til at hjælpe Wikipedia ved at udvide den. |